# Lista królów hetyckich

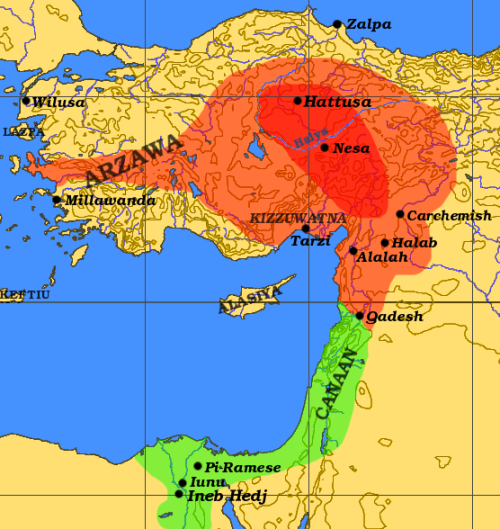
Imperium hetyckie ok. 1300 roku p.n.e.

Lista królów hetyckich zawiera spis władców panujących w okresie od ok. XXIII wieku p.n.e. do przełomu XIII i XII wieku p.n.e. na obszarze dzisiejszej Anatolii. W aspekcie historycznym w początkowym okresie tego przedziału czasowego w Anatolii istniały miasta-państwa ludu Hatti (Protohetytów). Zostały one podbite i wchłonięte przez ludność napływową Hetytów (Nesytów), którzy na tym terytorium stworzyli potężne państwo. Imperium hetyckie upadło na początku XII wieku p.n.e.

## WładcyHatti
| imię władcy | przybliżone datowanie | uwagi                                                           |
| ----------- | --------------------- | --------------------------------------------------------------- |
| Pamba       | XXIII wiek p.n.e.     | Król Hatti, wymieniony w jednej z inskrypcji Naram-Sina z Akadu |

## Władcy wczesnohetyckich miast-państw
| imię władcy | przybliżone datowanie          | uwagi                                                |
| ----------- | ------------------------------ | ---------------------------------------------------- |
| Pithana     | koniec XIX wieku p.n.e.        | Król miasta Kussara, podbił miasto Nesa (Kanesz)     |
| Anitta      | przełom XIX/XVIII wieku p.n.e. | Syn Pithany, król Kussary, podbił Hattusa i Zalpę    |
| Pijuszti    | przełom XIX/XVIII wieku p.n.e. | Król Hattusa, pokonany przez Anittę                  |
| Huzzija     | przełom XIX/XVIII wieku p.n.e. | Król Zalpy, pokonany przez Anittę                    |
| Peruwa      | początek XVIII wieku p.n.e.    | Syn Anitty, nie ma pewności czy objął władzę po ojcu |
| Zuzu        | 1 połowa XVIII wieku p.n.e.    | Król Nesy                                            |

## Królestwo starohetyckie
| imię władcy              | przybliżone datowanie | uwagi                                                                      |
| ------------------------ | --------------------- | -------------------------------------------------------------------------- |
| Tudhalija I (?)          | 1740–1710 p.n.e.      | Nie ma pewności, czy był królem hetyckim                                   |
| PU-Szarruma (?)          | 1710–1680 p.n.e.      | Prawdopodobnie syn Tudhalijasa I. Nie ma pewności, czy był królem hetyckim |
| Labarna (Labarna I)      | 1680–1650 p.n.e.      | Prawdopodobnie syn PU-Szarrumasa                                           |
| Hattusili I (Labarna II) | 1650–1620 p.n.e.      | Syn Labarnasa I.                                                           |
| Mursili I                | 1620–1590 p.n.e.      | Adoptowany syn Labarnasa II                                                |
| Hantili I                | 1590–1560 p.n.e.      | Szwagier Mursilisa I                                                       |
| Zidanta I                | 1560–1550 p.n.e.      | Prawdopodobnie zięć Hantilisa I                                            |
| Ammuna                   | 1550–1530 p.n.e.      | Syn Zidantasa I                                                            |
| Huzzija I                | 1530–1525 p.n.e.      | Prawdopodobnie syn Ammunasa                                                |
| Telepinu                 | 1525–1500 p.n.e.      | Szwagier Huzzijasa I                                                       |

## Okres przejściowy
| imię władcy     | przybliżone datowanie | uwagi                                   |
| --------------- | --------------------- | --------------------------------------- |
| Alluwamna       | 1500–1490 p.n.e.      | Zięć Telipinusa                         |
| Tahurwaili      | ?                     | Pominięty na liście królów O.R. Gurneya |
| Hantili II (?)  | 1490–1480 p.n.e.      |                                         |
| Zidanta II (?)  | 1480–1470 p.n.e.      |                                         |
| Huzzija II (?)  | 1470–1460 p.n.e.      |                                         |
| Muwatalli I (?) | ?                     | Pominięty na liście królów O.R. Gurneya |

## Królestwo nowohetyckie
| imię władcy               | przybliżone datowanie     | przybliżone datowanie | uwagi |
| imię władcy               | według M. Van De Mieroopa | według O.R. Gurneya   | uwagi |
| ------------------------- | ------------------------- | --------------------- | --- |
| Tudhalija II (I)          | •                         | 1460–1440 p.n.e.      | W obliczu niepewności co do historyczności Tudhalijasa I, Tudhalilijasowi II w niektórych publikacjach nadaje się numer I         |
| Arnuwanda I               | •                         | 1440–1420 p.n.e.      | Syn Tudhalijasa II |
| Hattusili II (?)          | •                         | 1420–1400 p.n.e.      | Brat Arnuwandasa I |
| Tudhalija III (II)        | 1360–1344 p.n.e.          | 1400–1380 p.n.e.      | Syn Hattusilisa II |
| Tudhalija Młodszy (III)   | ok. 1344 p.n.e.           | •                     | Zamordowany krótko po objęciu tronu w wyniku przewrotu pałacowego, który wprowadził na tron jego brata Suppiluliumę I             |
| Suppiluliuma I            | 1344–1322 p.n.e.          | 1380-1346 p.n.e.      | Syn Tuthalijasa III |
| Arnuwanda II              | 1322–1321 p.n.e.          | 1346–1345 p.n.e.      | Syn Suppiluliumasa I |
| Mursili II                | 1321–1295 p.n.e.          | 1345–1315 p.n.e.      | Brat Arnuwandasa II |
| Muwatalli II (Muwatalli)  | 1295–1272 p.n.e.          | 1315–1296 p.n.e.      | Syn Mursilisa II. O.R. Gurney podaje bez numeracji, ponieważ na jego liście nie figuruje Muwatalli I z państwa średniohetyckiego. |
| Mursili III (Urhi-Teszup) | 1272–1267 p.n.e.          | 1296–1289 p.n.e.      | Syn Muwatallisa |
| Hattusili III             | 1267–1237 p.n.e.          | 1289–1265 p.n.e.      | Wuj Mursilisa III |
| Tudhalija IV              | 1237–1209 p.n.e.          | 1265–1235 p.n.e.      | Syn Hattusilisa III |
| Kurunta                   | 1228–1227? p.n.e.         | •                     | |
| Arnuwanda III             | 1209–1207 p.n.e.          | 1235–1215 p.n.e.      | Syn Tudhalijasa IV |
| Suppiluliuma II           | 1207– ? p.n.e.            | 1215– ? p.n.e.        | Brat Arnuwandasa III |